# Edward Elric
Edward Elric egy képzelt személy, az egyik főszereplő a "Fullmetal Alchemist - A bölcsek kövének nyomában" és a "Full Metal Alchemist: Testvériség" világában.
A történetben Edward gyermekkorában elveszti édesanyját. Testvérével, Al-lal 1910 februárjában megpróbálják édesanyjukat visszahozni az élők sorába. Tervük balul sül el, Edward elveszíti bal lábát és jobb karját, míg Alphonse egész testét. Ed testvére lelkét egy páncélhoz csatolja, amiért jobb karjával fizetett. A testvérek úgy vélik, a legegyszerűbb módja, hogy visszanyerjék, amit elvesztettek, ha jelentkeznek az Állami Alkimisták közé, hogy némi információhoz jussanak a bölcsek kövével kapcsolatban. Edward az édesanyjuktól hátrahagyott pénzből automail lábat és kezet csináltat magának a szomszédjuknál, Pinako Rockbell-nél, aki egy híres automail mérnök. Mikor felveszik az Állam Alkimisták közé az Acél Alkimista nevet kapja Führer-től, mert az jellemzi őt a legjobban és nem az automail testrészei miatt. A japánok által megadott szlenges angol cím és a forgalmazók angol szövegkönyve szerint Fullmetal vagy Full Metal alkimista a neve, vagyis Totális Fém Alkimista. Bár az acél mellett valóban többszörös fémötvözetből is készültek a végtagjai, ám az angol cím ellenére a magyar stáb a japán szövegkönyvből az Acélt vette figyelembe.

Edward karakterét számos anime és manga publikáció kritizálta, illetve dicsérte. Az IGN szerint ideális egyensúlyt valósítottak meg személyében a tipikus „okos kölyök” és a „makacs kölyök” között.

## A szereplő

### Háttere
Ed egy vidéki városban, Resembolban született 1899. február 3-án (hivatalos információ) és itt is élt öccsével Alphonse-zal és szüleivel. A két fiú még kisgyermek volt, mikor anyjuk Trisha Elric súlyos betegségbe esett és meghalt. Az apa, Hohenheim, még korábban elhagyta a fiait. Az elárvult gyerekeket a szomszéd Pinako Rockbell veszi pártfogásába. A fivérek alkímiát tanulnak és felvetül bennük az ötlet, hogy így hozzák vissza szeretett édesanyjukat az életbe. Egy Izumi Curtis nevű alkimistával találkozva felcsapnak a tanitványainak, hogy tanulhassanak tőle. Mikor elég felkészültnek érzik magukat, végrehajtják az úgynevezett „Humán Transzmutációt”, ám a kísérlet nem sikerül és tragikus végbe torkollik. Ed bal lába egyszerűen véres masszává olvad, és Alphonse egész valója eltűnik. Edward váratlanul egy titokzatos kapu előtt találja magát, ahol végrehajt egy újabb transzmutációt. Ennek fejében feláldozza a jobb karját, hogy legalább a testvére bolyongó lelkét egy páncélban ehhez a világhoz kösse.
Alphonse a páncélban tér magához és csodálkozva látja, hogy a teste eltűnt és ő nem érez semmit. De nincs sok ideje a töprengésre, bátyja életveszélyes állapotban hever mellette.
Felgyógyulásuk után a két fivér hajszolni kezdi a Bölcsek Kövét, hogy visszakapják, amit elvesztettek.

### Személyisége
Edward alkímiai géniusz. A valaha volt legfiatalabb tagjaként fogadták be az Állami Alkimisták, 12 évesen őrnagyi rangot kapott a hadseregben. Személyisége formálásában meghatározó szerepe volt anyja halálának, annak, hogy apjuk elhagyta őket és a sikertelen alkímiai kísérletnek. Reménytelen, de kitartó kutatást folytat, hogyan tudná a testvérének újra visszaadni emberi alakját. A gondolkodásmódja nagyon független, sokszor vonakodva fogad csak el segítséget, kivéve ha tudja, hogy okvetlen szükséges. Tudja, hogy a probléma elsősorban az ő hibája, ez arra készteti, hogy önzetlenebb legyen.
Automail végtagjait gyermekkori barátjuk Winry Rockbell készítette, aki folyamatosan tökéletesíti azokat, hogy megkönnyítse Edward életét.
Edward alacsony, bár fürge és izmos. Nagyon érzékeny minden magasságát kritizáló megjegyzésre.
Erősen hisz az Egyenértékűség Elvében, egy alkimista alapvetésben.(És utálja a tejet.) Valamint szerelmes Winry Rockbellbe, ám ezt egyszer sem vallja be, makacssága miatt. Emiatt ezt a dolgot inkább a lány oldaláról szokták emlegetni.

### Képességei
Edward azáltal, hogy látta az Igazság Kapuját, képes alkimista körök és képletek rajzolása nélkül transzmutációt végrehajtani, egyszerűen úgy, hogy összecsapja a két tenyerét. Sokszor arra használja ezt a hatalmát, hogy megváltoztassa az automail karja alakját egy penge- vagy pajzsformába, amit test-test elleni küzdelemben használhat. A sorozat eseményei alatt még jártasabbá válik az alkímia tudományában, elsősorban az emberi test átalakításának terén.
Mindezek mellett képzett pusztakezes harcos, és gyakran bokszol a testvérével, hogy szinten tartsa magát.

### Magassága
Ed nagyon érzékeny a magasságára. Az animeben 155 cm, míg a mangában 165 cm. A filmben (Shamballa hódítója) már 167 cm, tehát nőtt egy kicsit. A mangában sokkal többet nő. A manga vége felé már 178 cm!

### Végzete
|  | Alább a cselekmény részletei következnek! |

A sorozatba Al testében létrehozzák a Bölcsek Kövét, ám a kővel együtt Alt elrabolja Irigy, a homunculus, és mesteréhez, Dantéhoz viszi egy földalatti városba, (a főváros, Lyor alatt van) aminek régebben a lakóit feláldozták a Bölcsek Kövéért. Edward felkutatja testvérét és kiköt Danténál, aki átküldi a Kapun. Onnan viszont visszajön, ezután pedig harcba bocsátkozik Iriggyel(egy alakváltó homunculusszal). Ed látni akarja Irigy eredeti alakját, a dulakodás közben kiderül, hogy Irigy igazából, Hohenheim (Ed apja)és Dante, 400 éve higanymérgezésben meghalt fia (azaz Ed féltestvére)amint ez kiderül Edward megmered a harcban, eközben Irigy kihasználva a helyzetet, minden bűntudat, és lelkiismeret furdalás nélkül, átszúrja Edet (mondván, hogy: nem szereti, ha lecserélik) ezzel Edward Elric meghal. Al sikeres humán transzmutációt végez a kő segítségével a bátyján, tehát ezzel Edward újra bekerül az élők közé, ráadásul automailek nélkül, ám ezzel Al lelke kerül a Kapun túlra, amit Ed szintén visszahoz, így Al a valós testében, az addigi 4 év emlékei nélkül él Riesenbulban, míg Edward a Kapun túl (vagyis a mi világunkban)Németországban az első világháborúban él apjával.Mivel a Kapun túl senki sem képes alkímiára, ezért Ed más dolgokkal próbál visszajutni a másik világba, most épp Erdélybe tart, egy rakétaszakértőhöz, hogy kijusson az űrbe.

## Kritikák és a szereplő megítélése
Edward angol szinkronhangja, Vic Mignogna, a Legjobb Színész díját nyerte el megformálásáért az American Anime Awards-on . Egy vele készített interjúban kijelentette, hogy azért lehetett ez a legnagyobb teljesítménye, mert a rajongók nem hasonlítják össze őt Romi Pakuval, a szereplő japán hangjával. Rajongói klubját Edward és Alphonse szülővárosa után Riesenboolnak nevezték el.
Magát a figurát illetően az IGN dicsérte a szereplő kidolgozott lelkivilágát, ideális egyensúlyként értékelte a tipikus „okos kölyök” és a ” makacs kölyök” között.
Az Anime News Network Edward mimikájáról nyilatkozott elismerően. Pozitívan értékelték mindemellett, hogy nem egy tipikus sónen karakter.